# Rhodacanthis
Genre
Rhodacanthis est un genre fossile de passereaux de la famille des Fringillidae. Il était endémique des îles d'Hawaï,.

## Liste des espèces
Selon la classification de référence du Congrès ornithologique international (version 8.1, 2018) :
- Rhodacanthis flaviceps Rothschild, 1892 † - Petit Psittirostre, Drépanide des kôas, Petit Koa, Pinson nain de Koa
- Rhodacanthis palmeri Rothschild, 1892 † - Psittirostre de Palmer, Drépanide de Palmer, Hopue, Pinson géant de Koa